# 藝術品拍賣
艺术品拍卖是指人們在拍卖行銷售藝術品。17世纪后期，英格兰就有人開始拍賣藝術品。当时負責拍賣的拍卖师的名字沒有流傳下來。1693年6月，约翰·伊夫林提到了當時在国宴厅舉行了一場大型畫作拍卖會。通常在藝術品拍賣前拍賣行會列出要出售的艺术品拍卖目录。目前有一些藝術品在佳士得和蘇富比被拍賣。